# Abdal (Xinjiang)
Die Abdal (bzw. Äynu) sind ein Volk in der westchinesischen Region Xinjiang.
Verstreut entlang der alten Seidenstraße von Kaschgar bis Hotan, in Shule, Yengisar, Yarkant, Karakasch, Hotan und Lop im Uigurischen Autonomen Gebiet Xinjiang leben einige Bevölkerungsgruppen, die sich selbst als Äynu bezeichnen. Offiziell werden sie zu den Uiguren gezählt. Sie selbst sehen sich als ein Volk alter türkischer Abstammung. Andere Völker in der Region nennen sie Abdal.
Die ersten Berichte über die Existenz der Äynu machte F. Grenard 1898. Es wurde berichtet, dass sie den Türken ähnlich seien, aber eine andere auf dem Persischen basierende Sprache sprechen, der gleichnamigen Sprache Äynu, welche heute allerdings zur südöstlichen Gruppe der Turksprachen gezählt wird. Sie hatten früher einen sehr niedrigen sozialen Status und wurden von den lokalen Turkvölkern verabscheut. Legenden über ihre Herkunft der vergangenen Generationen deuten darauf hin, dass Abdale Nachkommen der persischen Aleviten sind und den Grundstein für die Verbreitung des Islam in Xinjiang gelegt haben. Grenard dachte, dass die Abdal in der Tat die Nachkommen der alten schiitischen Siedler waren und später durch sunnitische Eroberer unterdrückt wurden.